# (859) Bouzaréah
(859) Bouzaréah és un asteroide pertanyent al cinturó exterior d'asteroides descobert per Frédéric Sy des de l'observatori d'Alger, a Bouzaréah, Algèria, el 2 d'octubre de 1916.
Inicialment va ser designat com 1916 c. Posteriorment, va rebre el seu nom per la localitat algeriana de Bouzaréh, on es troba l'observatori.
Orbita a una distància mitjana de 3,227 ua del Sol, podent allunyar-se'n fins a 3,568 ua. Té una excentricitat de 0,1058 i una inclinació orbital de 13,51°. Empra 2117 dies a completar una òrbita al voltant del Sol.